# NGC 4835
NGC 4835 este o galaxie spirală situată în constelația Centaurul. A fost descoperită în 3 iunie 1834 de către John Herschel. Se află la o distanță de 26,67 de megaparseci de Pământ.